# Praga Lady
La Lady était une voiture de tourisme produite par le constructeur tchécoslovaque Praga de 1935 à 1947. Il s’agissait d’un modèle de milieu de gamme basé sur la très populaire Piccolo et destiné à une clientèle de classe moyenne. Bien que sa production ait repris après la fin de la Seconde Guerre mondiale, ce type de véhicule n’avait plus sa place dans le cadre de l’économie socialiste et sa fabrication cessa en 1947. Ce fut le dernier modèle de voiture particulière produit par la marque.

## Historique
Le milieu des années 30 fut marqué par une embellie sur le plan économique. Le constructeur Praga chercha donc à élargir son catalogue, qui se réduisait pratiquement à son modèle économique Piccolo, avec un véhicule d’un standing légèrement supérieur. En 1934, il sortit sa Super Piccolo, qui rencontra un certain succès. Cela encouragea la marque à concevoir la Lady qui en reprenait les principales orientations mais dans une version plus moderne.

### Première génération
Un premier prototype, nommé LA1zk, fut assemblé dès 1934. Cette Praga Lady, ou lejdyna comme la nommèrent bientôt les Tchécoslovaques, était basée sur la Piccolo 307 dite « américaine », si bien qu’on la désigna a posteriori sous le nom de Lady 307. Elle en reprenait notamment le moteur 4 cylindres de 1 447 cm3.
La Lady fut produite à partir de 1935 en berline quatre portes avec de petites fenêtres arrière ou deux portes (tudor) et en cabriolet deux portes, chacun de ces modèles ayant quatre places. La structure de la carrosserie était en bois recouvert de tôle.

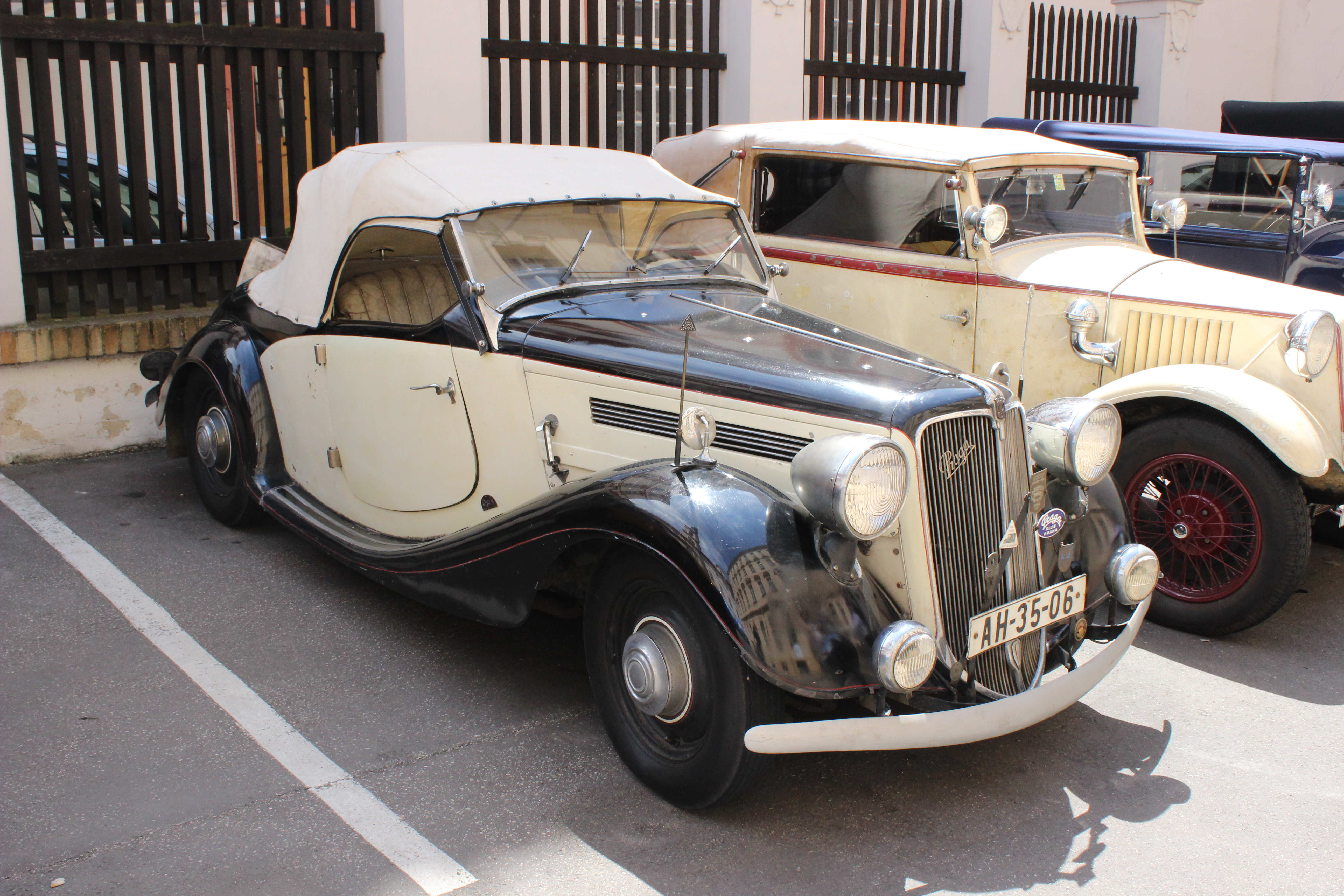
Roadster de 1936 carrossé par Uhlik sur la plateforme de la Lady

Cependant, d’autres types de carrosserie furent rapidement proposés, notamment des utilitaires type fourgonnettes, pickups, camionnettes à plateau ou encore ambulances. La version la plus intéressante et la plus remarquée fut le roadster carrossé en 1936 par Oldřich Uhlik dans ses ateliers de Strašnice. Monté sur un châssis de la deuxième série, ce modèle se distinguait par ses lignes dynamiques et son arrière allongé et fluide, orné d’une nageoire verticale comme il était de mode à l'époque. Son élégance lui valut de remporter une médaille d’or pour son design à l'Exposition universelle des Arts et Techniques de Paris en 1937.
Après la production de 150 exemplaires, le moteur fut remplacé par celui de plus grosse cylindrée (1 660 cm3) de la Super Piccolo. La puissance fut ainsi portée à 35 ch.

Modèles Lady de la première génération
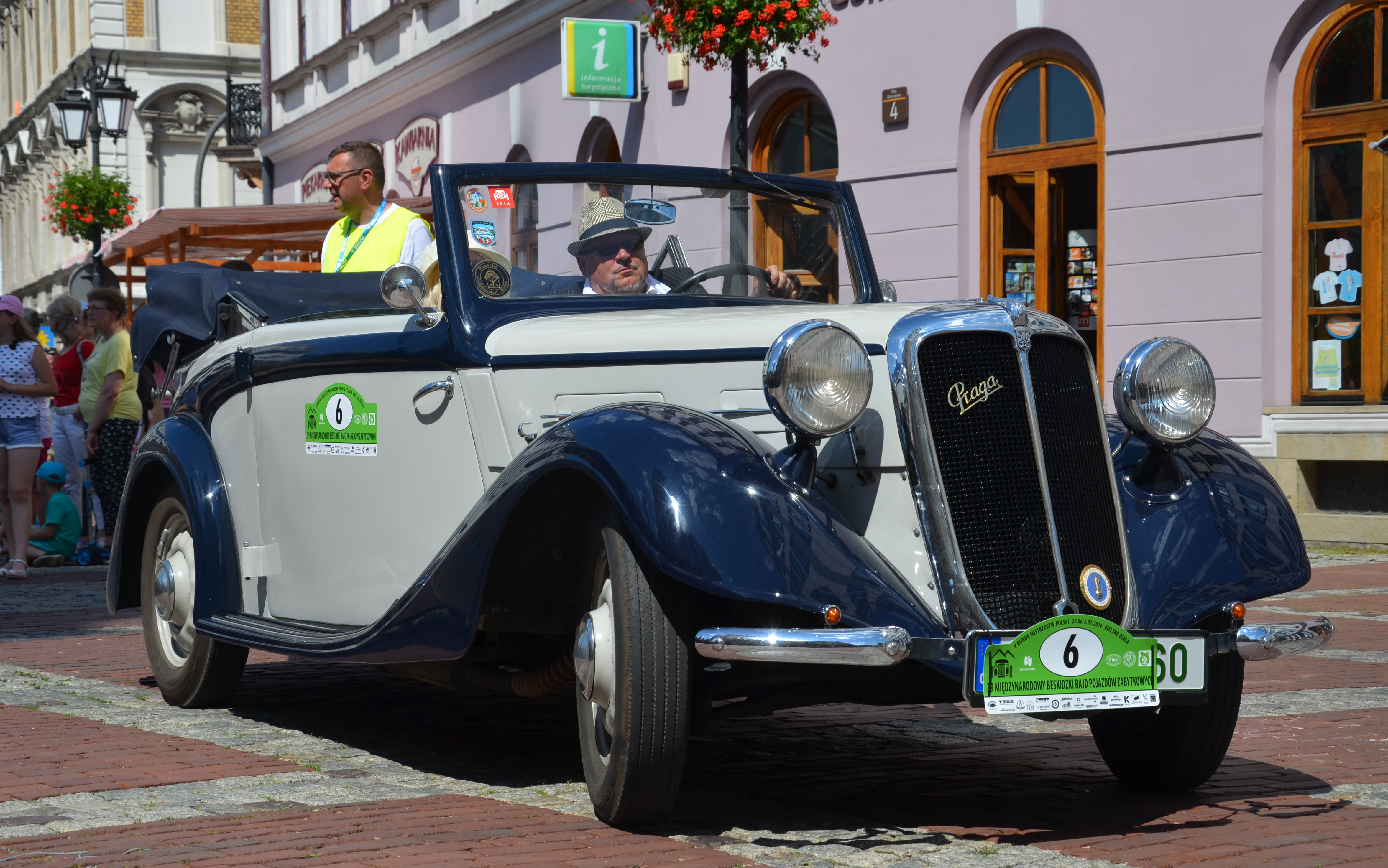
Cabriolet de 1935
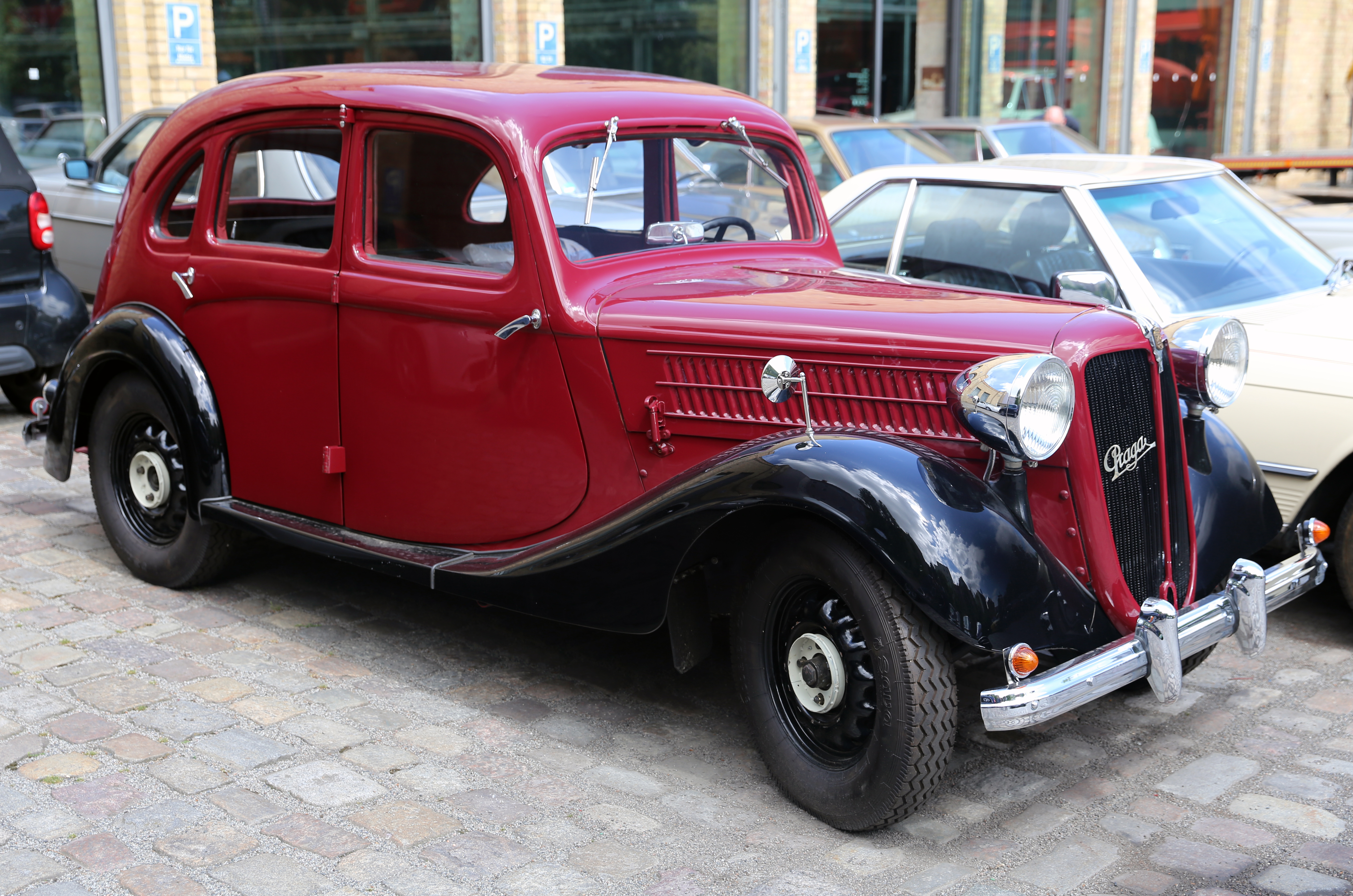
Berline 4 portes de 1937
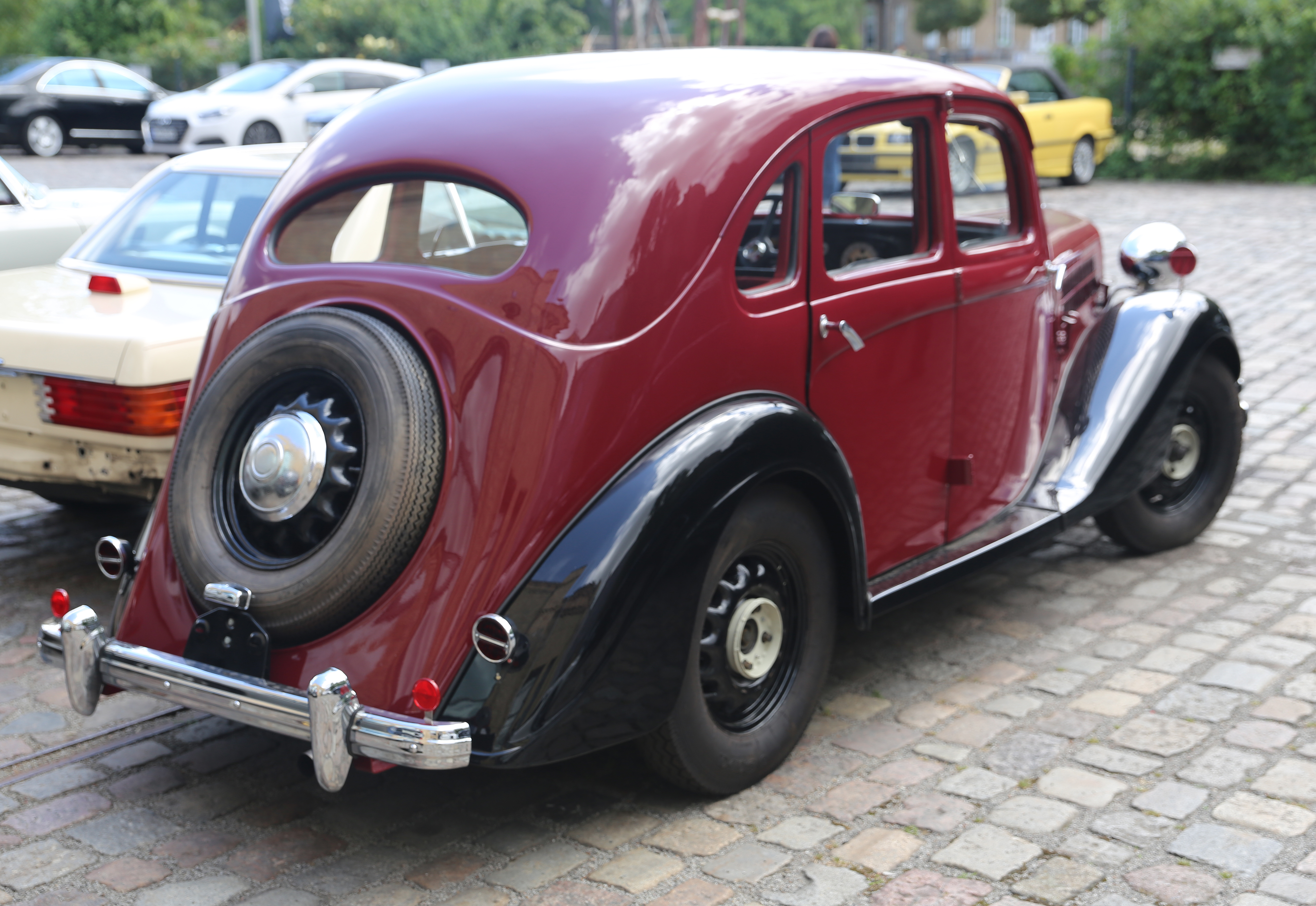
Même modèle vu de l'arrière

Avec ce modèle, Praga se positionnait sur le créneau de la Škoda 922 Rapid et de la Tatra 75. Son prix allait de 40 800 et 44 800 couronnes, ce qui en faisait un véhicule relativement coûteux, mais susceptible d'attirer des clients séduits par une consommation de carburant modérée, un faible coût des pièces de rechange, une grande fiabilité et des lignes plutôt élégantes.

### Seconde génération
En 1938 fut lancée la seconde génération de la Lady. Dans le prospectus publicitaire diffusé à cette occasion, intitulé « Confort américain – économie européenne », le constructeur vantait l'élégance de la nouvelle carrosserie, le niveau de confort, la facilité et la sécurité de conduite, pour un compromis réussi entre luxe et économie. « La Lady est un véritable plaisir à conduire. Dans toutes ses composantes mécaniques, elle offre une telle précision, une telle obéissance et une telle légèreté que cette voiture répond à toutes vos pensées, fussent-elles exprimées par un mouvement involontaire. La Lady est à vos ordres. »

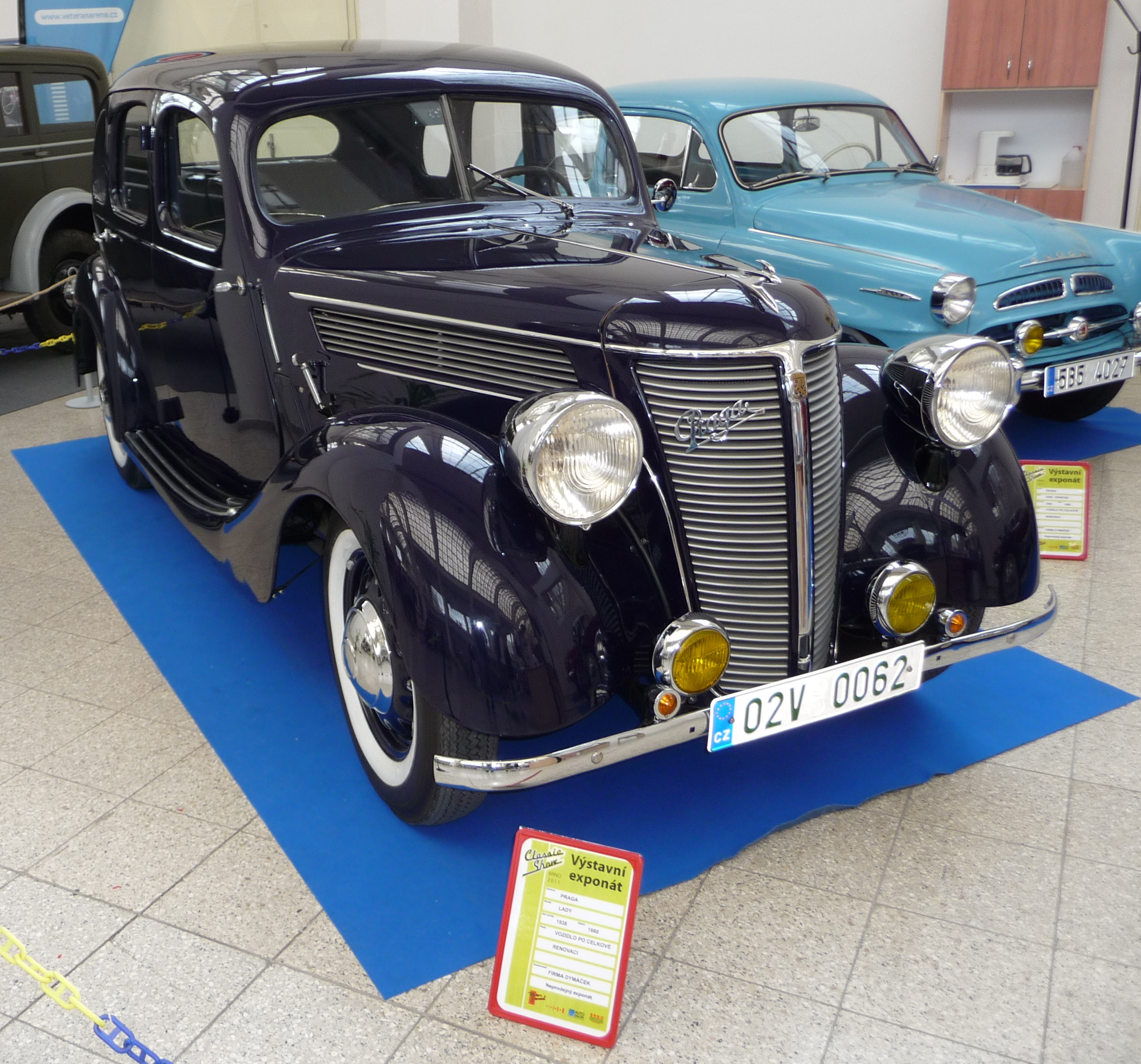
Une Lady de 1938 en version berline 4 portes

Présentée à son lancement sous forme d’une berline à quatre portes et cinq places avec six fenêtres latérales et un grand espace de rangement accessible de l’extérieur, elle fut proposée ensuite, comme il était d'usage, en de nombreuses autres déclinaisons.
C’est ainsi que le carrossier Uhlik conçut un utilitaire particulièrement élégant pour la distribution des produits Maggi, célèbre marque de bouillon en cubes. Ce véhicule bicolore présentait des formes entièrement arrondies, avec un accès à l'espace de chargement par un hayon arrière. Sous le plancher du coffre se trouvait un panneau rectangulaire rabattable sous lequel était logée la roue de secours, système très peu courant à l'époque.
La Lady devint également une plateforme particulièrement appréciée pour la réalisation de véhicules sanitaires, en versions à un ou deux lits. Ceux-ci étaient fabriqués par des entreprises comme Sodomka à Vysoké Mýto, Šnýdr à Kolín ou encore Praženka à Mladá Boleslav.

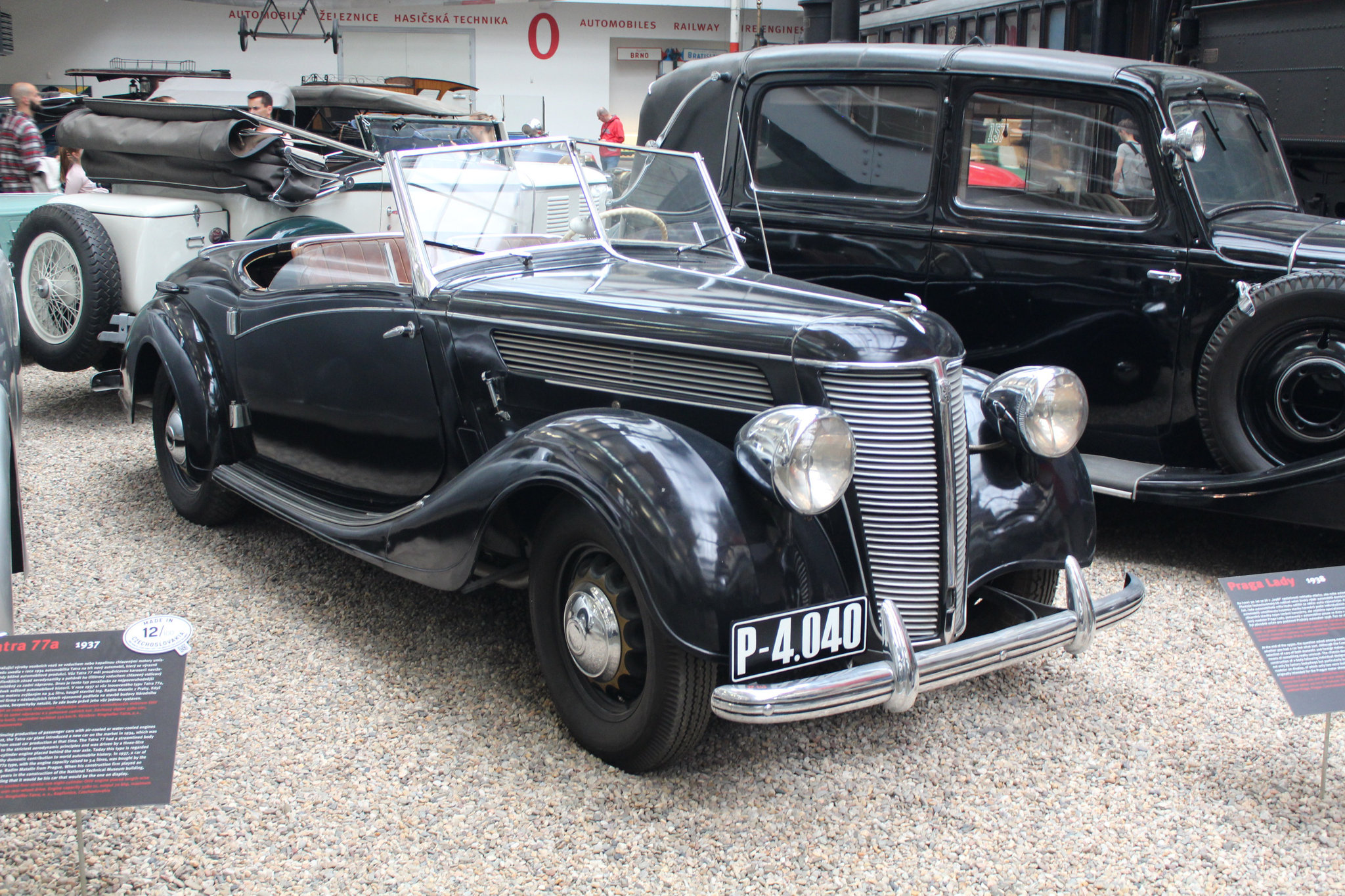
Une Lady de 1938 en version cabriolet

Jan Tucek décrit un modèle d'ambulance Lady livrée en 1937 à la ville de Košice. D’une longueur hors-tout de 4,60 mètres, elle était pourvue d’une carrosserie asymétrique : alors que le côté droit n'avait qu'une seule porte avant, le côté gauche en comportait une deuxième permettant d’accéder à l’espace médicalisé. Les civières étaient introduites par l’arrière que fermait une portière à un seul battant.
La guerre et la mise sous tutelle des usines par l'occupant nazi ralentissent considérablement la production de voitures particulières qui finit par être totalement interrompue en 1941. Seule la fabrication de châssis pour la réalisation d'utilitaires et d'ambulances, essentiellement à usage militaire, fut poursuivie mais en quantités très limitées. Anecdotique tout autant que symbolique, un exemplaire fut assemblé en 1944 pour servir de véhicule de chasse au dignitaire du Reich Hermann Göring.

### Troisième génération
Après la guerre, à partir de 1946, une nouvelle unité d'assemblage fut rouverte dans les ateliers de Vysočany, le site de Libeň ayant été rendu hors d'usage par les bombardements. Les véhicules étaient fabriqués à partir des pièces récupérées dans les stocks de l'ancienne usine. Cette huitième et dernière série, qui ne présentait aucune caractéristique notable sinon l'installation d'un nouveau circuit électrique conçu par la société tchèque Pal-Magneton, s'éleva à environ 300 exemplaires. Parmi ceux-ci figuraient 50 châssis qui furent livrés en 1947 au carrossier Uhlík pour la réalisation de véhicules sanitaires.
Ce furent les derniers modèles de voitures de tourisme produits par la marque, qui s'orienta dès lors vers la production de pièces détachées et d'utilitaires.

## Caractéristiques techniques
Le châssis était d’une conception classique et éprouvée, avec deux longerons reliés et renforcés par des traverses. Il avait un empattement de 2,65 m, allongé de 15 cm par rapport au modèle P205, avec une voie avant de 1,23 m et arrière de 1,26 m.
Une nouveauté était la suspension du train avant, désormais à roues indépendantes montées sur des triangles parallèles et reliées par un ressort à lames. Celle de l’arrière était un essieu rigide monté sur des ressorts à lames longitudinaux et équipé d’une barre de torsion. Les quatre roues étaient équipées d'amortisseurs hydrauliques.
Le système de freinage comprenait quatre freins à tambour actionnés mécaniquement par tringlerie. Les roues étaient équipées de pneus superballon de 5,75" x 16".
Le réservoir de carburant, situé sous le capot avant, avait une capacité de base de 24 litres, avec une réserve supplémentaire de 7 litres. Parmi les équipements figurait un cric spécial de marque Unikum, qui, en cas de crevaison, se glissait sous le plancher au milieu du véhicule et soulevait simultanément les deux roues gauches ou les deux roues droites.
Les 150 premières Praga Lady furent équipées d’un moteur quatre cylindres en ligne à soupapes latérales (2 par cylindre) de 1 447 cm3 (alésage - course : 70 x 94 mm) développant 28 ch. L’alimentation était assurée par un carburateur Zénith. La boîte de vitesses était à trois rapports, avec synchronisation des deuxième et troisième vitesses. Le train propulseur était équipé d’un différentiel.
D’une dimension de 4,18 m de long, 1,60 m de large et de 1,58 m de haut, elle pesait à vide environ 1200 kg et consommait 11 litres de carburant aux 100 km. Elle pouvait atteindre une vitesse de 90 km/h.

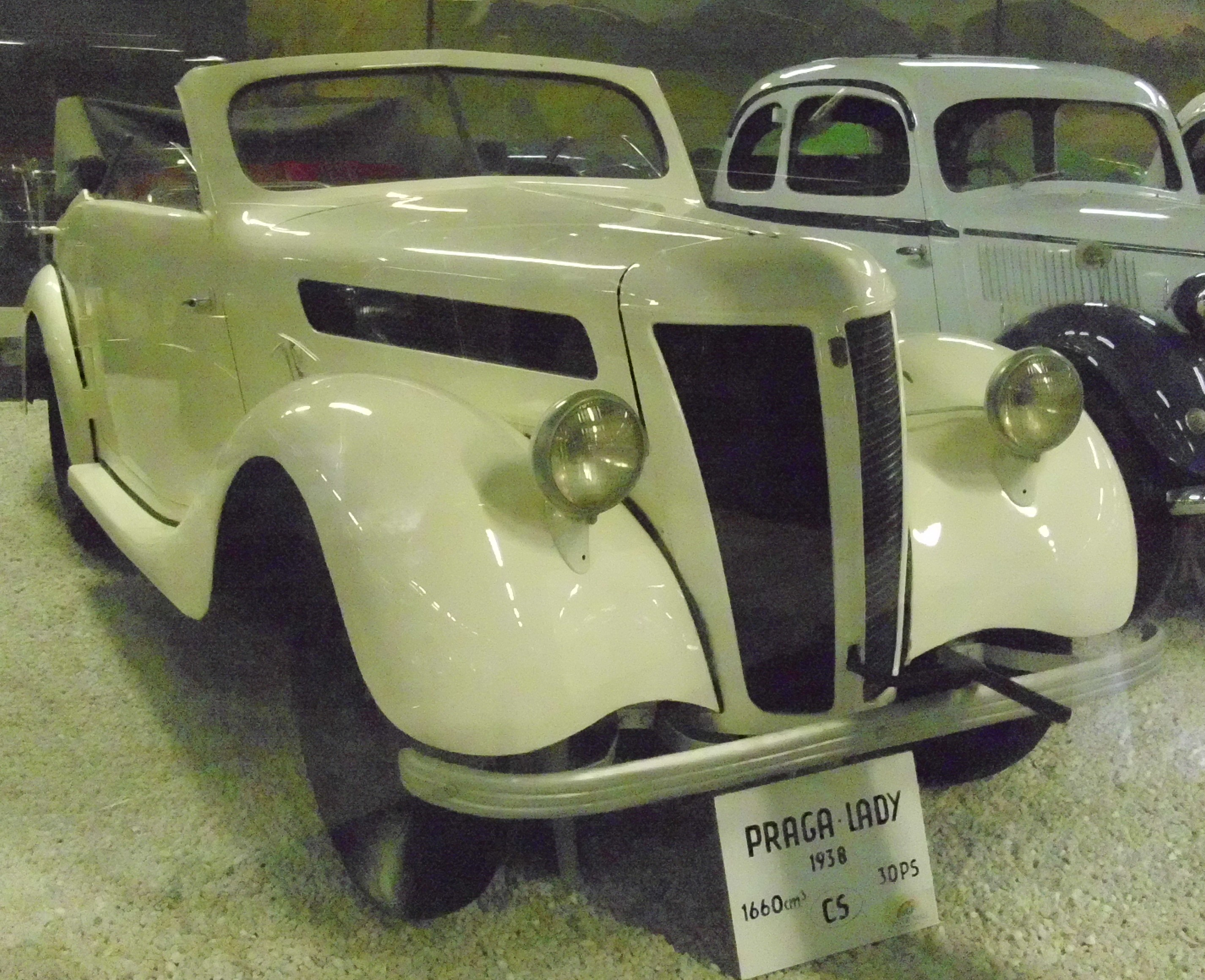
La carrosserie de la Lady remaniée en 1937 présentait une calandre plus effilée

Après ces deux premières séries, une version habillée d’une nouvelle carrosserie fut présentée en octobre 1937 au Salon de l'auto de Prague. Montée sur le même châssis, elle présentait des lignes plus arrondies avec une calandre de forme effilée, d’allure plutôt moderne. Toutes les vitres, y compris latérales, étaient en verre feuilleté Triplex. Le système de freinage était désormais hydraulique.
Le moteur d’origine était remplacé par celui de la Super Piccolo, dont la cylindrée atteignait 1 660 cm3 grâce à un alésage porté à 75 mm. Il comportait une culasse en aluminium de type Ricardo et des pistons Bohnalite, développant 35 ch à 3 500 tr/min. En plus du carburateur Zénith THG monté en série, des carburateurs Solex (type ATJP et AIC) pouvaient être installés et dans les dernières versions une production allemande du Zénith commercialisée sous le nom de Diflex 30. Ainsi motorisée, et malgré un poids supplémentaire de 50 kg, la Lady pouvait dépasser les 100 km/h

### Innovations
La marque Praga ne s’est jamais distinguée par ses audaces ou innovations techniques. Faisant de la fiabilité sa marque de fabrique, elle privilégia toujours les solutions simples et éprouvées.
La Lady fit exception à la règle : son châssis était équipé d'un système de graissage centralisé qui permettait, par simple pression sur une pédale, de lubrifier l’ensemble des pièces qui le nécessitait. Le circuit constitué par un réseau de tubes était alimenté par un réservoir situé dans le compartiment moteur. Lorsque ce système fonctionnait correctement, il était simple et efficace. Cependant, avec le temps, son fonctionnement devenait aléatoire et la plupart du temps il finissait par être désactivé pour revenir à un graissage manuel classique.
Une autre expérimentation fut tentée sur la transmission. Deux véhicules de la deuxième série, portant les numéros 46 322 et 46 323 furent équipés d'une boîte de vitesses semi-automatique Cotal dont les rapports étaient commandés par des boutons placés sous le volant. L’essai ne fut pas jugé concluant et l’idée fut abandonnée.

## Production
La production totale est estimée selon les sources entre 4000 et 5000 unités en huit séries. La notice rédigée sur la Praga Lady dans Wikipedia en allemand propose le décompte suivant :
- 1935-1936 : 301 exemplaires
- 1937 : 1300
- 1938 : 1501
- 1941 : 500
- 1945 : 97
- 1946 : 150
- 1947 : 150

### Fabrication sous licence
La société TAM (Tovarna Automobilov Maribor), basée dans l'actuelle Slovénie, aurait assemblé une dizaine d’exemplaires de la Praga Lady, soit pendant la période de l’occupation allemande entre 1941 et 1945, soit après la création de la République socialiste de Yougoslavie à partir de 1946.